# Пиринско пиво
Пиринско — болгарская пивная торговая марка, принадлежащая одному из ведущих производителей пива в мире компании Carlsberg Group. Торговая марка и одноименный пивоваренный завод, расположенный в городе Благоевграде, названы в честь горной системы Пирин.

## История
Пивоварня в Благоевграде была построена в 1967 году, а в 1971-м начала выпуск собственного пива под названием "Пиринско".
В 2002 году пивоварню приобрел датский пивоваренный гигант Carlsberg. Новый собственник провел модернизацию и расширение производства пивоварни в Благоевграде, инвестировав в этот проект 60 млн левов.

## Ассортимент пива

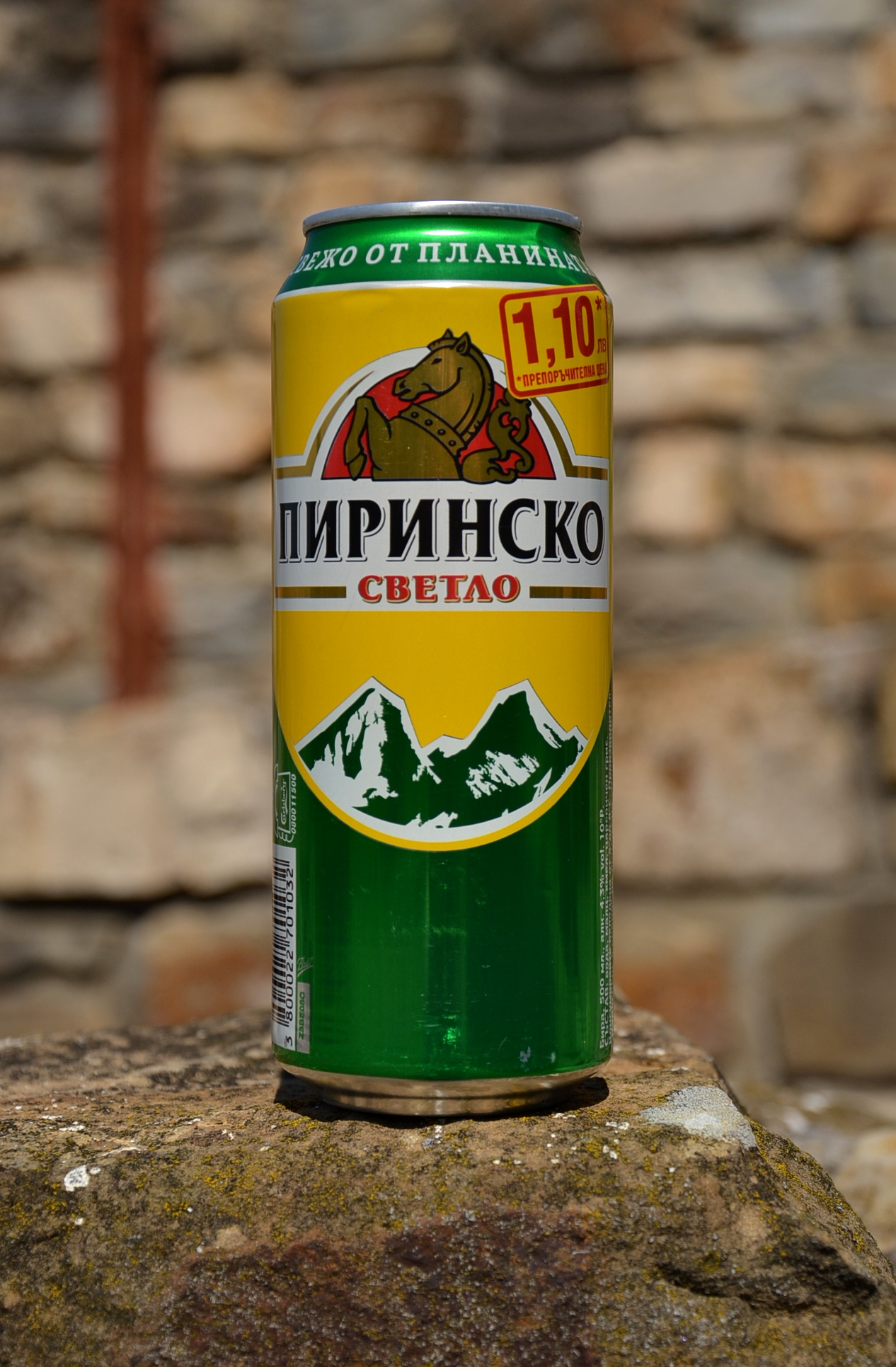

Сейчас пивоварней выпускается один сорт пива:
- Пиринско Светло — светлое пиво с содержанием алкоголя 4,3 %.

Ранее также производилось тёмное пиво:
- Пиринско Тъмно — тёмное пиво с содержанием алкоголя 4,7 %.